# Rhinogekko femoralis
Rhinogekko femoralis — вид геконоподібних ящірок родини геконових (Gekkonidae). Мешкає в Пакистані.

## Опис
Тіло (не враховуючи хвоста) сягає 52-60 мм завдовжки.

## Поширення і екологія
Rhinogekko femoralis мешкають на південному заході пакистанської провінції Белуджистан, а також, можливо, на крайньому сході іранської провінції Систан і Белуджистан. Вони живуть серед скельних виступів у піщаних напівпустелях, на схилах пагобів і на кам'янистих пустищах. Ведуть наземний, нічний спосіб життя.